# 東野・加藤この歌が聴きたいベストテン
『東野・加藤この歌が聴きたいベストテン』（ひがしの・かとうこのうたがききたいべすとてん）は日本テレビで2018年から不定期で放送されていた音楽バラエティ番組である。またこの番組が始まる前、2018年1月23日に放送した前身番組『新曲歌いたいんですけど…』（しんきょくうたいたいんですけど…）もあわせて表記しておく。

## 概要
- どんな大物相手でもMC2人が忖度ナシのトークをぶつけ、ムチャぶりをお願いしまくる前代未聞の音楽トークバラエティー。

## 司会
- 東野幸治
- 加藤浩次（極楽とんぼ）
  - 2人とも下の名前は「コウジ」であることが共通している。

## 放送リスト
『新曲歌いたいんですけど…』時代
| 放送回数 | 放送日                  | 時間           | ゲスト                                                        | 備考                 |
| -------- | ----------------------- | -------------- | ------------------------------------------------------------- | -------------------- |
| 1        | 2018年1月23日（火曜日） | 23:59 - 翌0:54 | ＜アーティスト＞ゲスの極み乙女。、AKB48＜芸人＞小峠英二、千鳥 | プラチナイトで放送。 |

『東野・加藤この歌が聴きたいベストテン』時代
| 放送回数 | 放送日                   | 時間           | ゲスト | 備考                 |
| -------- | ------------------------ | -------------- | --- | -------------------- |
| 1        | 2018年9月23日（日曜日）  | 13:15 - 14:15  | ＜アーティスト＞和田アキ子、きゃりーぱみゅぱみゅ、DA PUMP＜芸人＞千鳥、トレンディエンジェル、おかずクラブ、Mr.シャチホコ、吉村崇（平成ノブシコブシ） | サンバリュで放送。   |
| 2        | 2018年12月29日（土曜日） | 23:30 - 翌0:29 | ＜アーティスト＞Sexy Zone、DAIGO、DA PUMP、乃木坂46＜芸人＞かまいたち、チョコレートプラネット、トレンディエンジェル、横澤夏子、Mr.シャチホコ、吉村崇 |                      |
| 3        | 2019年10月21日（月曜日） | 23:59 - 翌0:54 | ＜アーティスト＞大黒摩季、加藤ミリヤ、田原俊彦＜芸人＞川島明（麒麟）、カンニング竹山、宮下草薙                                                       | プラチナイトで放送。 |

## スタッフ
- 企画・演出：江成真二
- ナレーター：真地勇志（第1,3回）
- 構成：石原健次、谷口マサヒト
- TM：木村博靖
- SW：蔦佳樹
- CAM：大庭茂嗣
- MIX：原秀彰
- VE：向山江梨佳（第3回）
- LD：井口弘一郎（第3回）
- 美術プロデューサー：栗原純二（第2回-、新曲はデザイナー、第1回はデザイン）
- デザイン：北村春美（第2回-）
- 大道具：山本純樹（第3回）
- 電飾：川井智香子（第3回）
- 特殊効果：内山栄一
- 小道具：伊沢英樹（第2回-）
- 編集：髙橋直人（スタジオWELT、第3回）
- MA：上松紗弓（スタジオWELT、第3回）
- 音効：高取謙
- 技術協力：NiTRO
- 美術協力：日本テレビアート
- AD：深谷莉菜、山中里桜、町田有、大室麻穂（全員→第3回）
- デスク：当田駒子
- TK：桜井えみこ
- AP：塩水可菜子（第2回-）
- ディレクター：加藤健太、福司龍太、鶴巻昌宏、古川文彦、阿部聡、橋村和幸、廣瀬隆太郎（鶴巻→第2回-、加藤・古川・橋村・廣瀬→第3回）
- チーフディレクター：吉野真一郎
- プロデューサー：宮崎慶洋 / 森下典子、高尾あずみ（森下→第2回-、宮崎→第3回）
- チーフプロデューサー：道坂忠久（第3回）
- 制作協力：AXON（第2回-）
- 製作著作：日本テレビ

### 過去のスタッフ
- ナレーター：林田尚親（第2回）
- 構成：樅野太紀（新曲・第1回）
- VE：飯島友美（新曲）、三山隆浩（第1回）、佐久間治雄（第2回）
- LD：藤山真緒（新曲・第2回）、宮田千尋（第1回）
- 美術プロデューサー：大川明子（新曲・第1回）
- 大道具：泉慎一（第2回まで）
- 電飾：平ノ内厚夫（第2回まで）
- 編集：中澤仁（新曲）、長谷川賢太（第1回）、皆吉秀実（イカロス、第2回）
- MA：大竹誠司（新曲）、神山幸久（第1回）、降籏直人（イカロス、第2回）
- カラオケ音源提供：JOYSOUND（第1回）
- AD：伊藤実知子（新曲）、峯志織、木ノ本真菜、河﨑真穂（峯・木ノ本・河﨑→第2回）
- AP：出浦寿恵（新曲）、兼平孔明（第1回、新曲はAD）
- ディレクター：松本匡貴（新曲）、反町礎良（第1回）、雨宮佑介（第2回まで）、右京美穂、大西徹（共に第2回）
- プロデューサー：岩下英恵（第2回まで） / 長瀬徹（新曲・第1回）
- チーフプロデューサー：伊東修（第2回まで）
- 制作協力：ZION（新曲・第1回）